# Sweet-Syndrom
Das Sweet-Syndrom ist eine plötzlich einsetzende Erkrankung mit Fieber und multiplen roten Knötchen und Plaques vor allem im Gesicht und an den Extremitäten. Aufgrund ihrer klinischen Symptome und der Erhöhung einer bestimmten Art von weißen Blutkörperchen im Blutbild (den neutrophilen Granulozyten) wird die Erkrankung auch als akute febrile neutrophile Dermatose bezeichnet.
Das Syndrom wurde erstmals 1964 von Robert Douglas Sweet beschrieben.

## Klinisches Erscheinungsbild

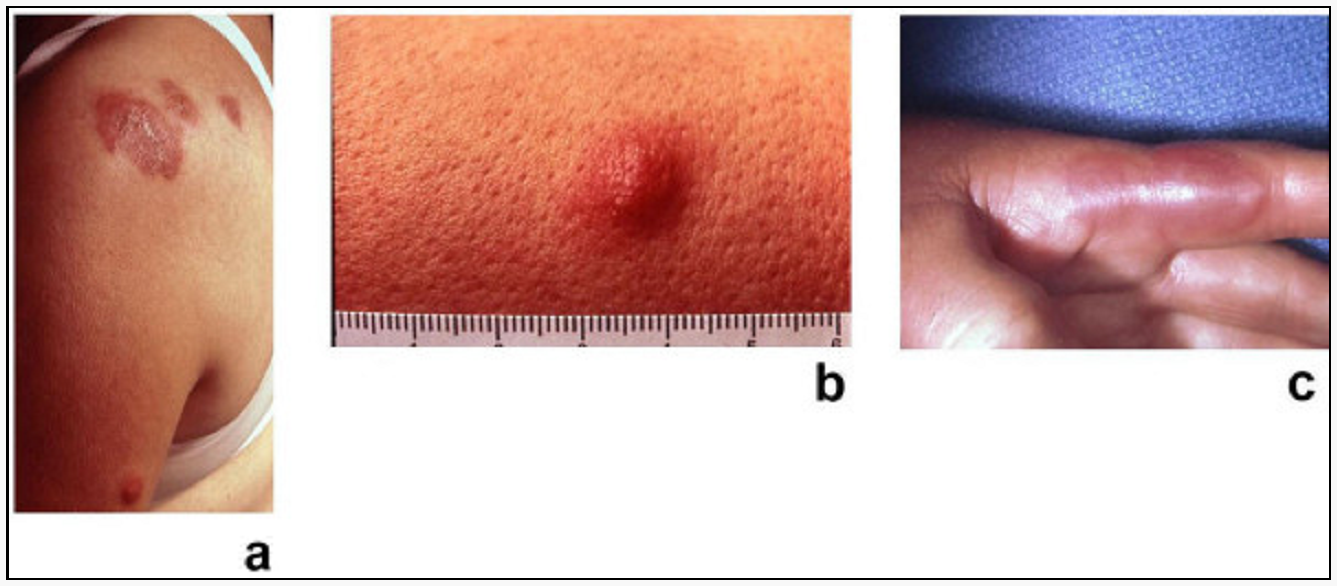
Hautsymptome des Sweet-Syndroms

Das Sweet-Syndrom tritt öfter bei Frauen mittleren Alters auf, häufig nach viralen oder bakteriellen Infekten. Es kann mit verschiedenen chronischen Erkrankungen assoziiert sein, darunter rheumatische Erkrankungen wie systemischer Lupus erythematodes und Dermatomyositis oder hämatologische Erkrankungen wie akute myeloische Leukämie (AML), Haarzellleukämie und monoklonale Gammopathien. Aufgrund seiner Verbindung zur AML kann es auch als fakultatives paraneoplastisches Syndrom betrachtet werden. Auch Medikamente können Auslöser sein. Die Hauterscheinungen treten vor allem im Gesicht und an den Extremitäten auf, müssen aber nicht auf diese Regionen beschränkt sein. Histologisch zeigen diese Areale starke ödematöse Veränderungen und eine dichte Infiltration mit Neutrophilen. Zusätzlich zu Beteiligung von Haut und Blutbild kommt es bei ca. der Hälfte der Patienten zu Arthralgien (Gelenkschmerzen) durch begleitende Gelenksentzündungen.

## Therapie
Die Erkrankung wird systemisch mit Glucocorticoiden, Immunsuppressiva und Kaliumjodid behandelt. Die auslösende Erkrankung sollte therapiert werden. Meist kommt es zur Abheilung innerhalb von Wochen.